# Estadio Azul
Estadio de la Ciudad de los Deportes (traduction littérale : Stade Olympique de la Cité des Sports), autrefois appelé Estadio Azulgrana et Estadio Azul, est un stade d'une capacité de 32,904 situé à Mexico.
Il est actuellement utilisé pour des matchs de football et était autrefois utilisé, jusqu'en 1990, pour des matchs de football américain.
Son ancien occupant était le club de Cruz Azul; il a été aussi le domicile du CF Atlante (d'où le surnom de Azulgrana) et a accueilli plusieurs matchs de l'équipe du Mexique de football, surtout au début des années 1990.
Une particularité du stade est que sa surface de jeu est au-dessous du niveau du sol. Également, il est situé juste à côté des Arènes de Mexico, les plus grandes du monde.

## Historique
Les deux fois où le Mexique a accueilli la Coupe du monde de la FIFA, en 1970 et en 1986, le stade n'a pas été utilisé à cause de l'âge de sa structure, du manque de stationnement et des problèmes de circulation qui auraient été engendrés.